# Pete Wilson
Pete Wilson (Lake Forest, 1933. augusztus 23. –) az Amerikai Egyesült Államok szenátora (Kalifornia, 1983–1991).